# Termas de Fiambalá

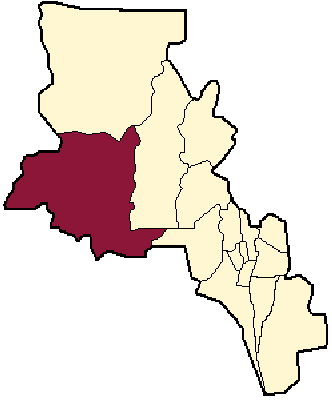
Ubicación de las termas en el Departamento Tinogasta, respecto a la Provincia de Catamarca.

Las Termas de Fiambalá es un complejo de aguas termales ubicadas a 14 km de la localidad de Fiambalá, Departamento Tinogasta, Provincia de Catamarca, Argentina.
Se accede a Fiambalá por la Ruta Nacional 60, y a las termas por una ruta de asfalto hacia el este de la localidad.
Posee un total de 14 piletones en pendiente en los que se vierten casi naturalmente aguas termales de diferente temperatura. Las características ecológicas de los materiales utilizados para construir dichos piletones, la zona cordillerana en las que se encuentran emplazadas y las propiedades curativas de sus aguas las convierten en un interesante destino turístico.
El complejo termal cuenta con quinchos mesas y bancas de madera y servicios de alojamiento, gastronomía, primeros auxilios, sanitarios, cambiadores, duchas, alquiler de batas y estacionamiento. Este se encuentra a 15 km de la ciudad de Fiambalá sobre la sierra homónima. Con cabañas Vip para 7 personas y cabañas simples que no están operativas.
A la entrada, a unos 800 metros de las termas, hay un mini hostería con cuatro habitaciones con baño privado. Además hay un salón de fiesta pero no se está habilitando. 
Este año (2015) habilitaron un sector para acampar. Tanto la mini hostería y el sector para acampar tienen piletas de agua fría. 
Las aguaste termales son recomendadas para curar enfermedades como Artritis, Artrosis, Psoriasis, Reumatismos, etc. Aunque también son una opción válida para tratamientos de relajación y terapias de salud anti-estrés.
El complejo recibió un importante número de turistas extranjeros.
Actualmente están habilitadas y son consideradas una de las mejores Termas Naturales del mundo. La visitaron famosos de la talla de Luciano Pavarotti, el boxeador Maravilla Martínez entre otros.

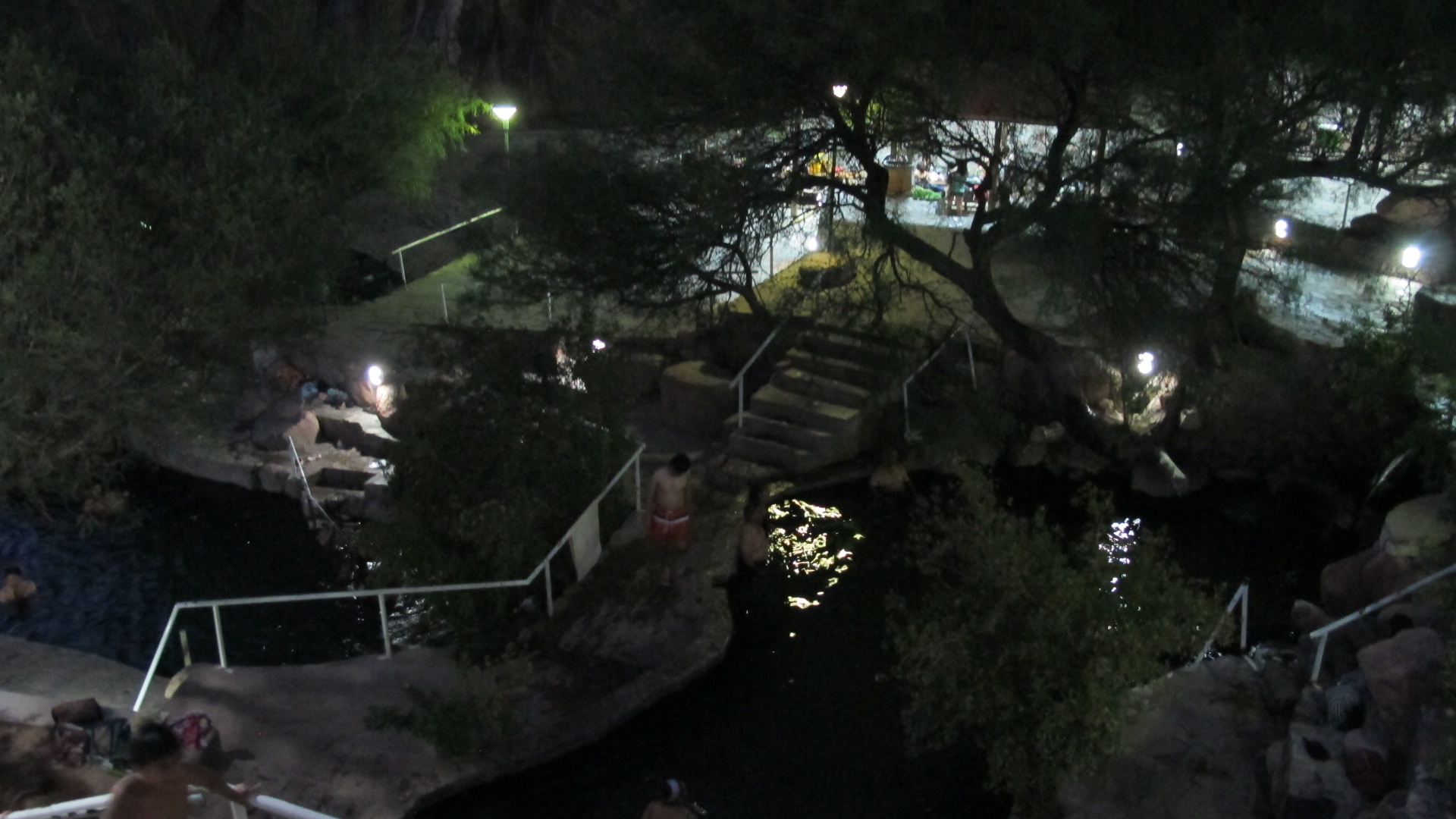
Vista nocturna

## Imágenes

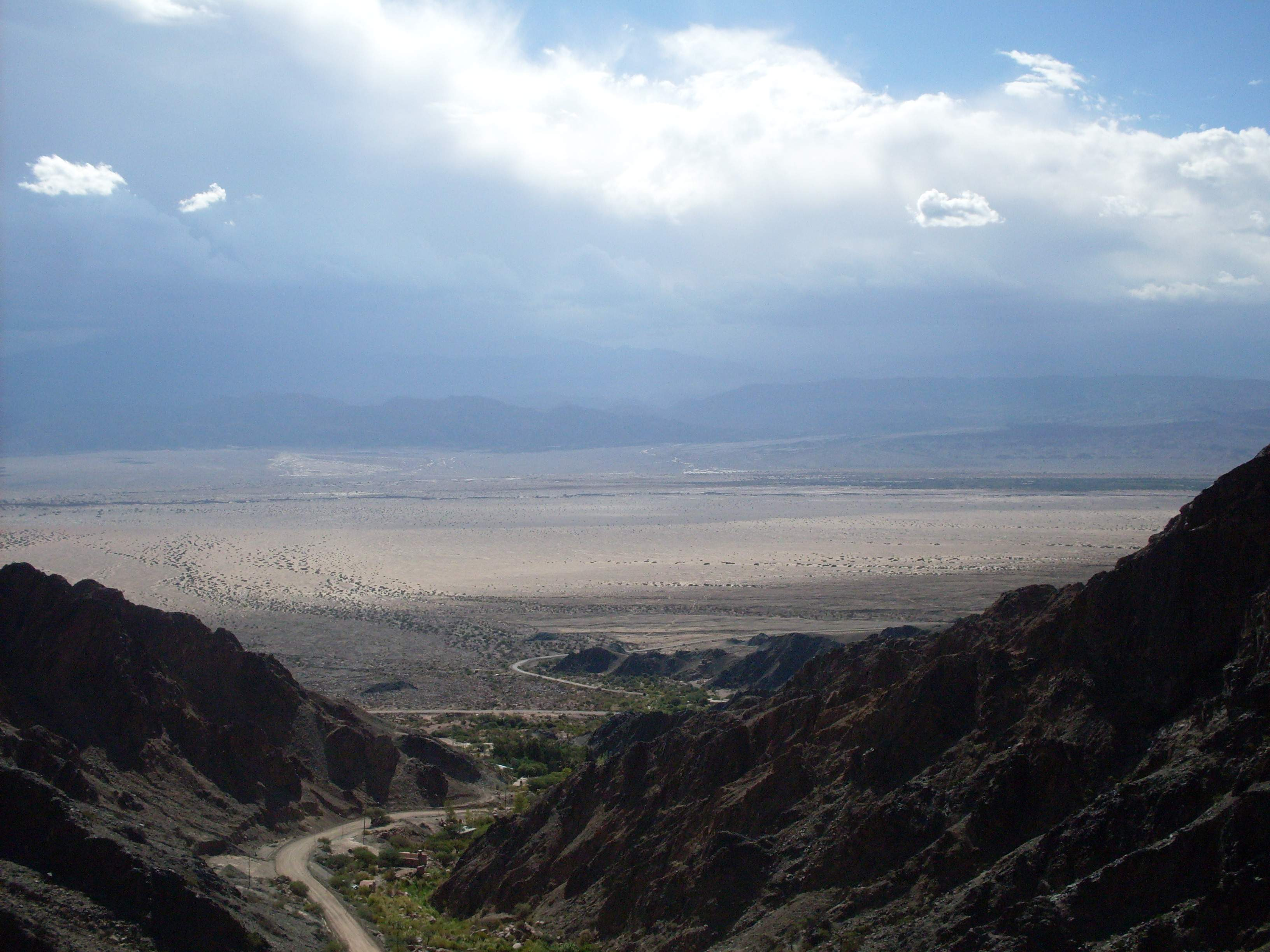
Mirador de las termas
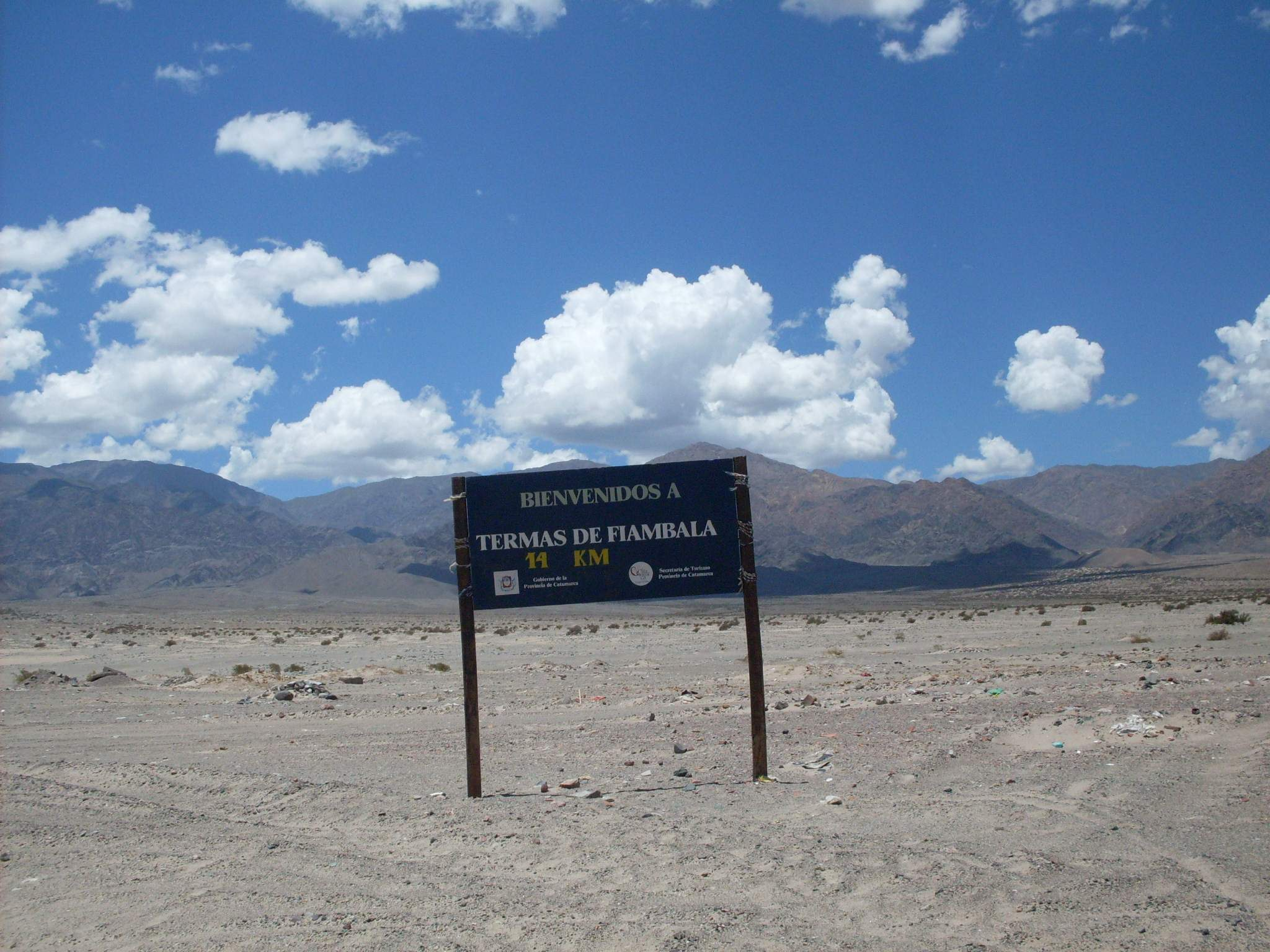
Entrada al complejo